# Campamento de Nuseirat
El campamento de Nuseirat (Árabe: مخيّم النصيرات) es un campamento de refugiados palestinos ubicado cinco kilómetros al noreste de Deir al-Balah y ocho kilómetros al sur de la ciudad de Gaza. El campo de refugiados está en la Gobernación de Deir al-Balah, en la Franja de Gaza. Según las proyecciones de población de la Oficina Central de Estadísticas de Palestina, el campo de refugiados de Nuseirat tendría una población de 64.088 habitantes a mediados del año 2023, si bien la guerra Israel-Gaza de 2023-24 ha modificado significativamente las estadísticas de población de toda la Franja de Gaza. 

## Historia
El 29 de noviembre de 1947, la Asamblea General de las Naciones Unidas aprobó la resolución 181, más conocida como el Plan de Partición de Palestina, que impulsaba la creación de un estado judío y uno árabe en el territorio del Mandato Británico de Palestina. Como consecuencia del avance de las tropas judías antes y durante la guerra árabe-israelí de 1948, unos 700.000 palestinos fueron expulsados o huyeron de sus hogares. A la conclusión de la guerra, Israel les negó el derecho de retorno, por lo que Naciones Unidas decidió crear la Agencia de Naciones Unidas para los Refugiados de Palestina en Oriente Próximo (UNRWA) y una serie de campamentos de refugiados en la Franja de Gaza, Cisjordania, Líbano, Siria y Jordania.
El campo de refugiados de Nuseirat fue llamado así por la tribu local de los Nuseirat, una parte de la confederación Hanajira, que históricamente dominó el territorio entre Deir al-Balah y Gaza. La mayoría de los refugiados llegaron desde la zona meridional de Palestina, como Beerseba y la llanura costera. Con anterioridad al establecimiento del campo por la UNRWA, los aproximadamente 16,000 refugiados originales se asentaron sobre los restos de una prisión militar británica anteriormente ubicada en ese mismo lugar. La zona más pobre del campo es conocida como "campo nuevo" o "Bloque J".
El 16 de abril de 2008, el impacto de un misil israelí y el posterior ataque de un tanque en el campamento de refugiados de Deir al-Balah mató a ocho niños de entre 12 y 17 años en Juhor al-Deek, una aldea cercana al campamento, así como a un periodista palestino de Reuters. Dos niños más, de 16 y 17 años, murieron cuatro días después de las heridas recibidas en ese mismo ataque. Todos los menores eran residentes del campamento de refugiados de Nuseirat.

### Guerra de Gaza
El campo fue bombardeado repetidamente durante la guerra de Gaza, donde cientos de palestinos murieron en los ataques. Uno de los ataques al campo se produjo sólo unos días antes de una operación de rescate, cuando el ejército israelí atacó una escuela gestionada por la UNRWA que albergaba a unas 6000 personas desplazadas. En el ataque murieron al menos treinta y tres personas, incluidos nueve niños y tres mujeres, y otras 74 personas fueron heridas, entre las que había veintitrés niños.
El 8 de junio de 2024, el ejército israelí atacó el campamento y mató a 274 palestinos mientras que cerca de 700 fueron heridos. El ataque fue denominado por Israel como una operación de rescate de rehenes en la que lograron rescatar a cuatro. Según fuentes de Hamás, los soldados israelíes habrían matado también a otros tres rehenes (entre ellos, a un ciudadano estadounidense). Fuentes internacionales calificaron la operación como «una masacre».
El 6 de julio, las fuerzas de Israel bombardearon con aviones de combate la escuela Al Jaouni del campamento, una escuela de la UNRWA que acoge a unas 7000 personas desplazadas. Al menos 16 personas murieron y 75 resultaron heridas, mientras Israel lanzaba más bombardeos en la zona central de la Franja, como en Deir al-Balah y los campamentos de Bureij y Maghazi, donde mataron a otras 25 personas, incluidos 5 periodistas. Las fuerzas israelíes indicaron que «La Fuerza Aérea llevó a cabo un ataque preciso contra el lanzador [de cohetes] y antes del ataque se tomaron medidas para mitigar el riesgo de dañar a los civiles».
Diez días más tarde, el 16 de julio, en una nueva ofensiva en varios puntos de la Franja dirigida contra un militante de alto rango de la Yihad Islámica, según declaró el ejército israelí, Israel mató al menos ocho personas que se refugiaban en la escuela Al-Awda, una de las que gestiona la UNRWA en el campamento de Al-Nuseirat, además de dejar decenas de heridos. Horas antes, funcionarios médicos precisaron que las fuerzas israelíes mataron al menos a cuatro palestinos en el campamento.

## Infraestructuras
Una parte del campo de refugiados de Nuseirat no dispone de sistemas de alcantarillado, por lo que las aguas residuales circulan al aire libre por las calles y campos cultivados con el consiguiente riesgo para la salud pública. La mayoría de la población trabajaba como asalariada en Israel o en campos cercanos hasta el inicio del bloqueo de Gaza en el año 2000.
El mercado público del campo de refugiados de Nuseirat se celebra cada lunes. A fecha de 2005, UNRWA trabajaba en 15 colegios en Nuseirat con una población estudiantil de más de 18.000 alumnos. Trece de estos colegios imparten clases a doble turno para poder proveer de educación a toda la población del campo. Hay también un Centro de Salud con unos 50 profesionales que realiza más de 19.000 consultas mensuales, así como un Centro de la Mujer y un Centro de Actividades Juveniles, todos ellos gestionados por UNRWA. Gracias a la financiación del gobierno de Japón, en 1995 se reformó y renovó un Centro Comunitario de Rehabilitación para niños y niñas con algún tipo de discapacidad.